# Louis d'Arut de Grandpré
Pour les articles homonymes, voir de Grandpré.
Louis d'Arut de Grandpré (ou Darut-de-Grand-Pré), né à Valréas et mort après 1794, est un général français qui servit durant les guerres de la Révolution.

## Biographie
- Maréchal de camp le 27 mai 1792.
- Général de division le 15 mai 1793[1].

Un de ses frères, François-Joseph d'Arut de Grandpré (1726-1793), fut Lieutenant-général des armées du Roi.